# Gesetz zur Wiederherstellung der Stadt Wesseling
Das Gesetz zur Wiederherstellung der Stadt Wesseling vom 1. Juni 1976 regelt die Neubildung der in die kreisfreie Stadt Köln am 1. Januar 1975 eingegliederten Stadt Wesseling. Das Gesetz trat am 1. Juli 1976 in Kraft. Es trägt den Klammerzusatz Wesseling-Gesetz.

## Kurzbeschreibung
| § 1  | Ausgliederung der ehemaligen Stadt Wesseling aus dem Gebiet der kreisfreien Stadt Köln, Eingliederung von Teilen der Gemarkung Keldenich (Flur 18 und Teile der Flur 17) in die wiedererrichtete Stadt, Eingliederung der Stadt in den Erftkreis (heute Rhein-Erft-Kreis) |
| § 2  | Zuordnung zum Amtsgericht Brühl |
| § 3  | Auflösung des Kreistags des Erftkreises, Neuberechnung der Verteilung der Ratsmandate der kreisfreien Stadt Köln |
| § 4  | Regelung der Übernahme von Beamten, Angestellten, Arbeitern und Auszubildenden der Stadt Köln in den Dienst der Stadt Wesseling |
| § 5  | Übernahme der Ruhestandsbeamten der Stadt Köln, die zuvor für die ehemalige Stadt Wesseling tätig waren, in den Regelungsbereich der Stadt Wesseling |
| § 6  | Bildung der Personalkommission der neuen Stadt Wesseling aus den Ratsmitgliedern der ehemaligen Stadt Wesseling |
| § 7  | Entbindung von der Pflicht, eine Stellenausschreibung bei den Stellen kommunaler Wahlbeamter durchzuführen |
| § 8  | Regelungen für die Haushaltsführung der Stadt Wesseling |
| § 9  | Neuwahl der Mitglieder des Erftkreises für den Bezirksplanungsrat beim Regierungspräsidenten in Köln |
| § 10 | Weitere Regelungen, die die Aufstellung von Bebauungsplänen, den Naturschutz, die Sicherheit und Ordnung sowie die Straßenreinigung betreffen |
| § 11 | Inkrafttreten am 1. Juli 1976 |